# Heterometopia montana
Heterometopia montana là một loài ruồi trong họ Tachinidae.